# Bernay
Bernay és un municipi francès de la regió de Normandia, al departament de l'Eure.

## Geografia
La comuna de Bernay es troba a l'oest del departament de l'Eure, a una cinquantena de quilòmetres de la prefactura d'Évreux.
La vila es troba al límit del País d'Ouche i de Lieuvin.
Sobre el seu territori discorren la Charentonne, un afluent de la Risle, i el Cosnier.

## Toponímia
L'origen etimològic de Bernay ens indica que es tracta d'un lloc pantanós o fangós (del cèltic brin / bren i el sufix -āko de localització), cosa que no és pas estranya, doncs el torrent de la Charentonne ve a recolzar-se sobre un vessant («els Monts») i rep el Cosnier, un dèbit important.

## Fills il·lustres
- Loyset Piéton compositor segles XV-XVI.